# 2A46
Le D-81TM, connu également sous le code GRAU 2A46 est un canon antichar russe de calibre 125 mm conçu au début des années 1970 par le bureau d'études de Spetstekhnika à Iekaterinbourg et fabriqué aux arsenaux d'Iekaterinbourg (usine n° 9) et de Motovilikha à Perm. Il s'agit d'une version améliorée du canon D-81T (2A26) du même calibre, qui corrige notamment les défauts de précision de ce dernier.

## Caractéristiques techniques
Afin de rectifier les problèmes inhérents au canon D-81 (2A26) de 125 mm, le bureau d'études de Spetstekhnika développa entre 1970 et 1975 une version améliorée appelée, D-81TM (en russe T pour tankovaya , char et M pour modifitsirovannyy, modifié) connue sous le code 2A46 dans les forces armées russes.

Le D-81TM se démarque de son prédécesseur par un nouveau tube, résistant mieux à l'usure, lui donnant une durée de vie de 900 à 1000 coups en employant des obus explosifs ou à charge creuse et de 200 à 250 coups en employant des obus-flèches.

Afin de garantir un effort de recul constant (dans le but de réduire la dispersion des tirs), les pistons accumulateurs du lien élastique possèdent un nouveau fluide de freinage, moins sensible aux variations de température et ne nécessitant plus de gaz pour contrer l'échauffement rapide de fluide de freinage.

Le T-72 Ural-1 est, en 1975, le premier char soviétique à être armé du canon 2A46-1, désormais recouvert d'un manchon anti-arcure en aluminium.
 L'année suivante, les chars T-64B et le T-80 reçoivent également le D-81TM qui porte l'appellation de D-81K (2A46-2) en raison de son adaptation au carrousel 6EZ40 de leur système de chargement automatique.

## Modèles et variantes
- D-81TM (2A46-1) : modèle original armant le T-72A Ural-1 à partir de 1975.
- D-81K (2A46-2) : modèle adapté en 1976 pour les T-64B et T-80.
- 2A46M : 2A46 lourdement modifié (M pour modifitsirovannyy, modifié) équipé d'un nouveau coin de culasse, d'un nouveau berceau, de nouveaux freins de tir et d'un nouveau tube, ce dernier est plus rigide, démontable et réalisé par autofrettage. Outre le gain de précision, le 2A46M est plus solide pour résister aux pressions élevées d'obus-flèches utilisant des poudres plus énergétiques. Conçu entre 1975 et 1978, il équipe les T-72A à partir d'avril 1981 et les T-72B en 1985.
- D-81TM-1 (2A46M-1) : modèle monté sur les T-72S et T-90.
- D-81TM-2 (2A46M-2) : modèle adapté aux T-64BV et T-80BV, il possède un garde-corps différent et un moteur électrique actionnant l'éjecteur de culots.
- D-81TM-4 (2A46M-4) : modèle monté sur le T-80UM[3].
- D-81TM-5 (2A46M-5) : modèle conçu en 2005 le T-90A et plus tard le T-90M, il possède un tube chromé plus rigide pour limiter la dispersion. La pression maximale admissible en chambre a été revue à la hausse.
- D-81TM-5-01 (2A46M-5-01) : modèle armant les T-72B3.
- KBA-3 : D-81TM-1 produit en Ukraine, tube non chromé.
- ZPT-98 : copie chinoise du 2A46.

## Galerie

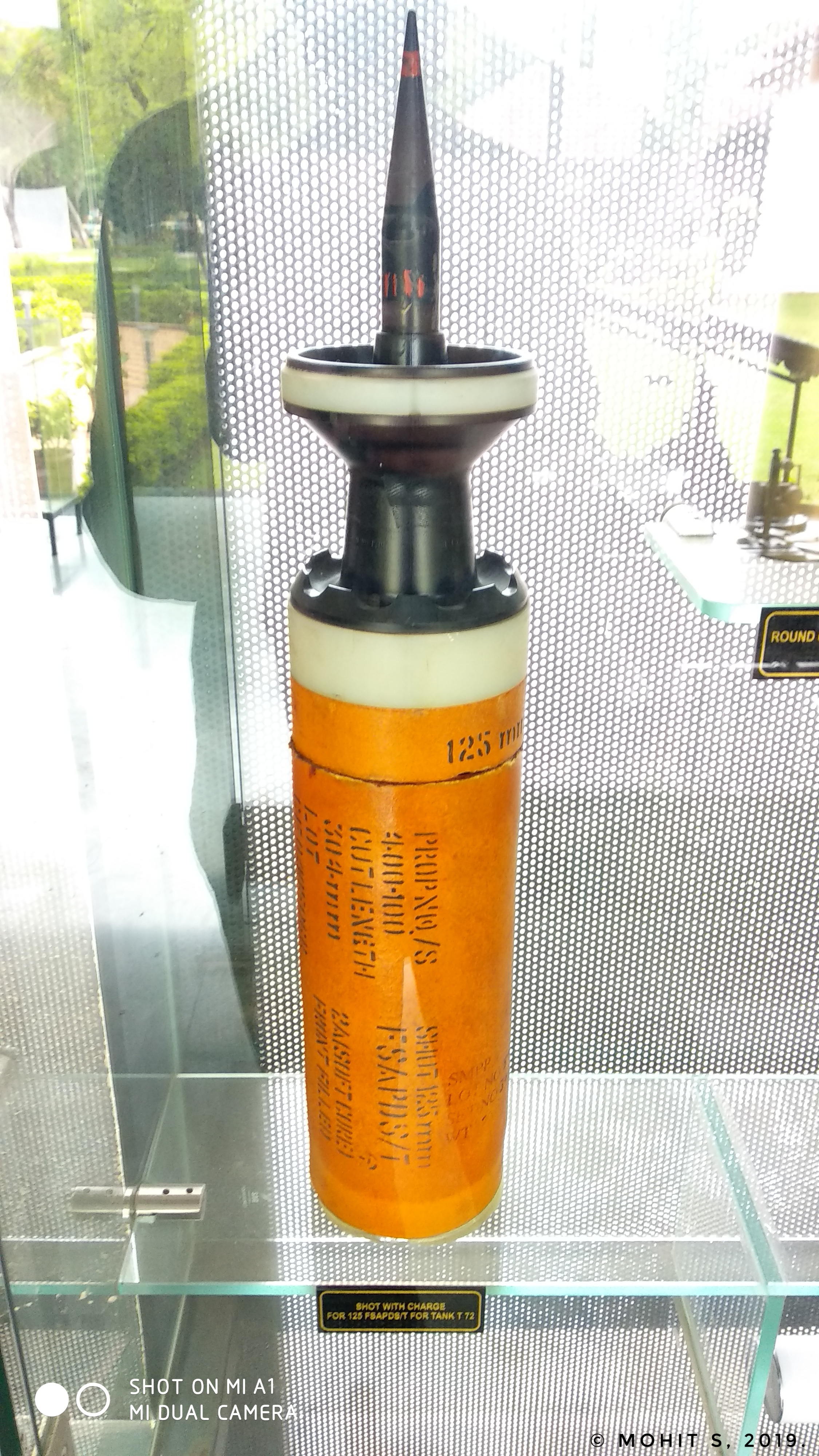
Un obus-flèche indien 125 mm FSAPDS Mk. I de 125 mm.
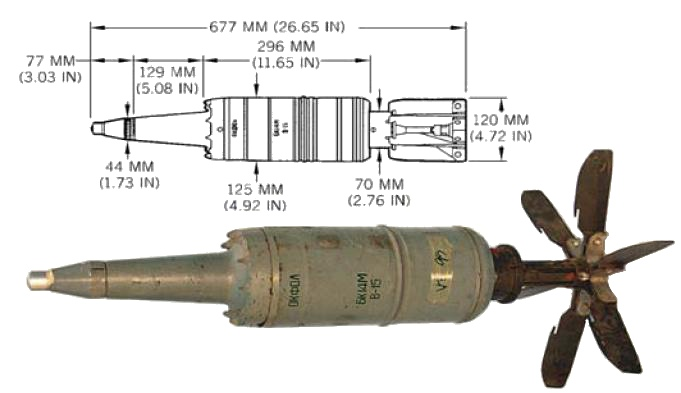
Un obus explosif à charge creuse BK14M de 125 mm avec son empennage déployé.
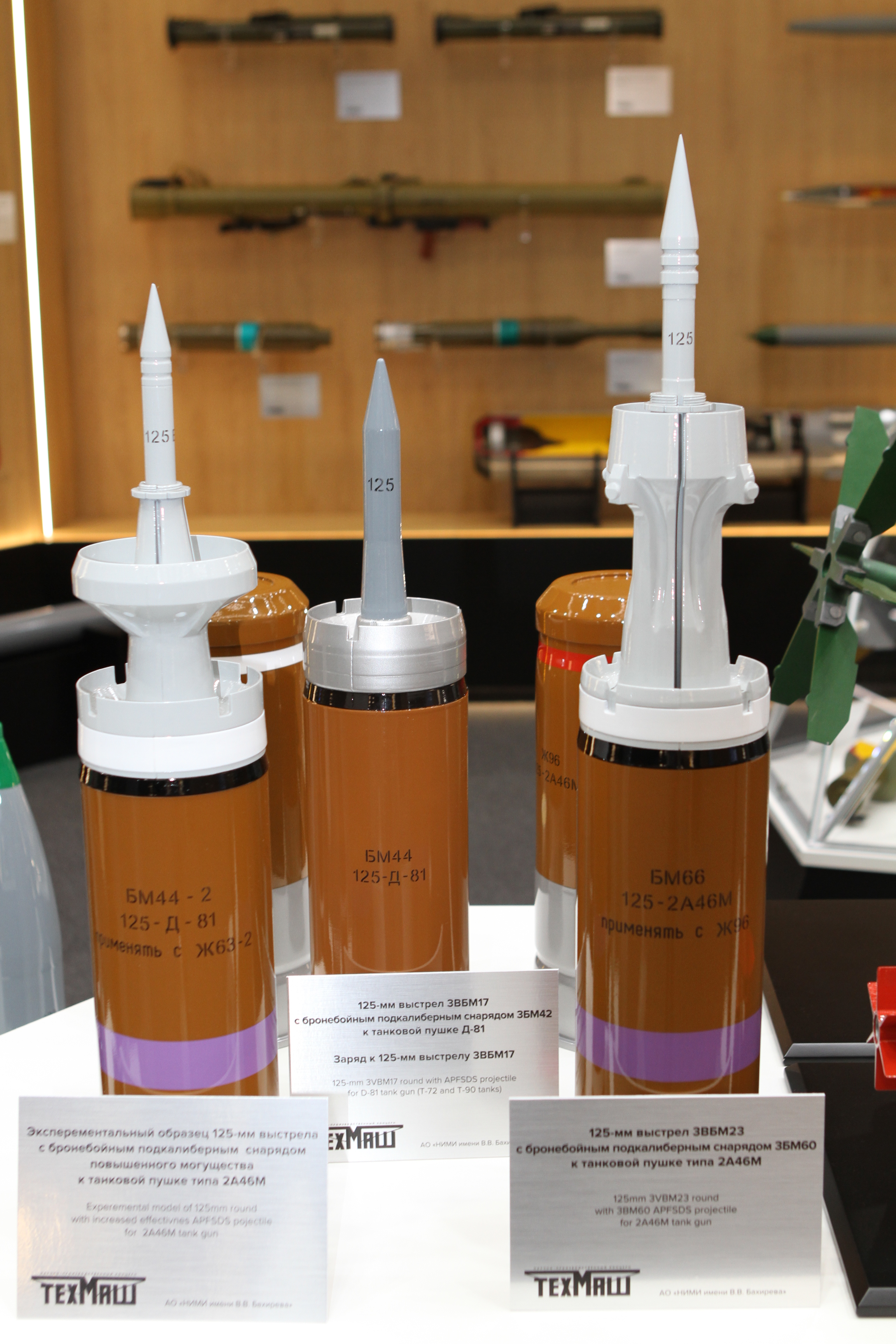
Les derniers modèles d'obus-flèche russes de 125 mm présentés à Patriot park lors de l'évènement Army-2020. De Gauche à droite : 3BM42-2, 3BM42 Mango et 3BM60 Svinets-2.
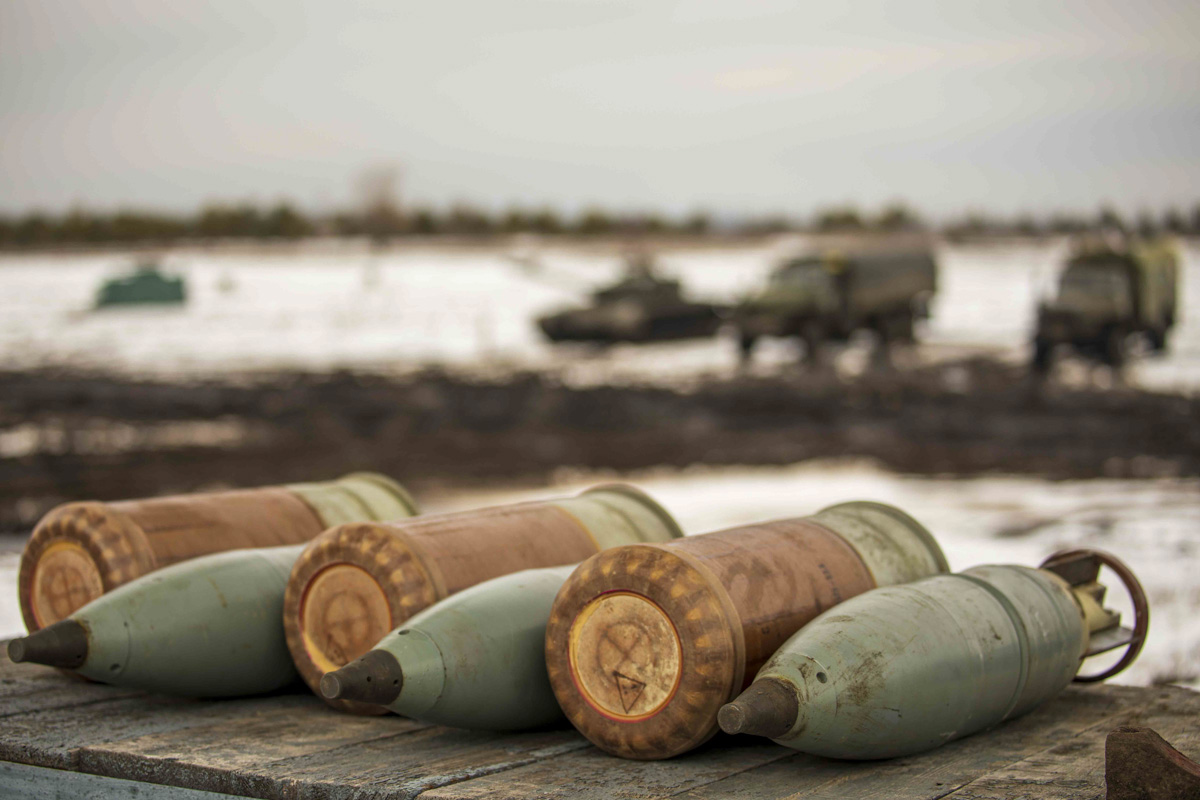
Des obus explosifs à fragmentation de 125 mm accompagnés de leurs charges propulsives respectives.
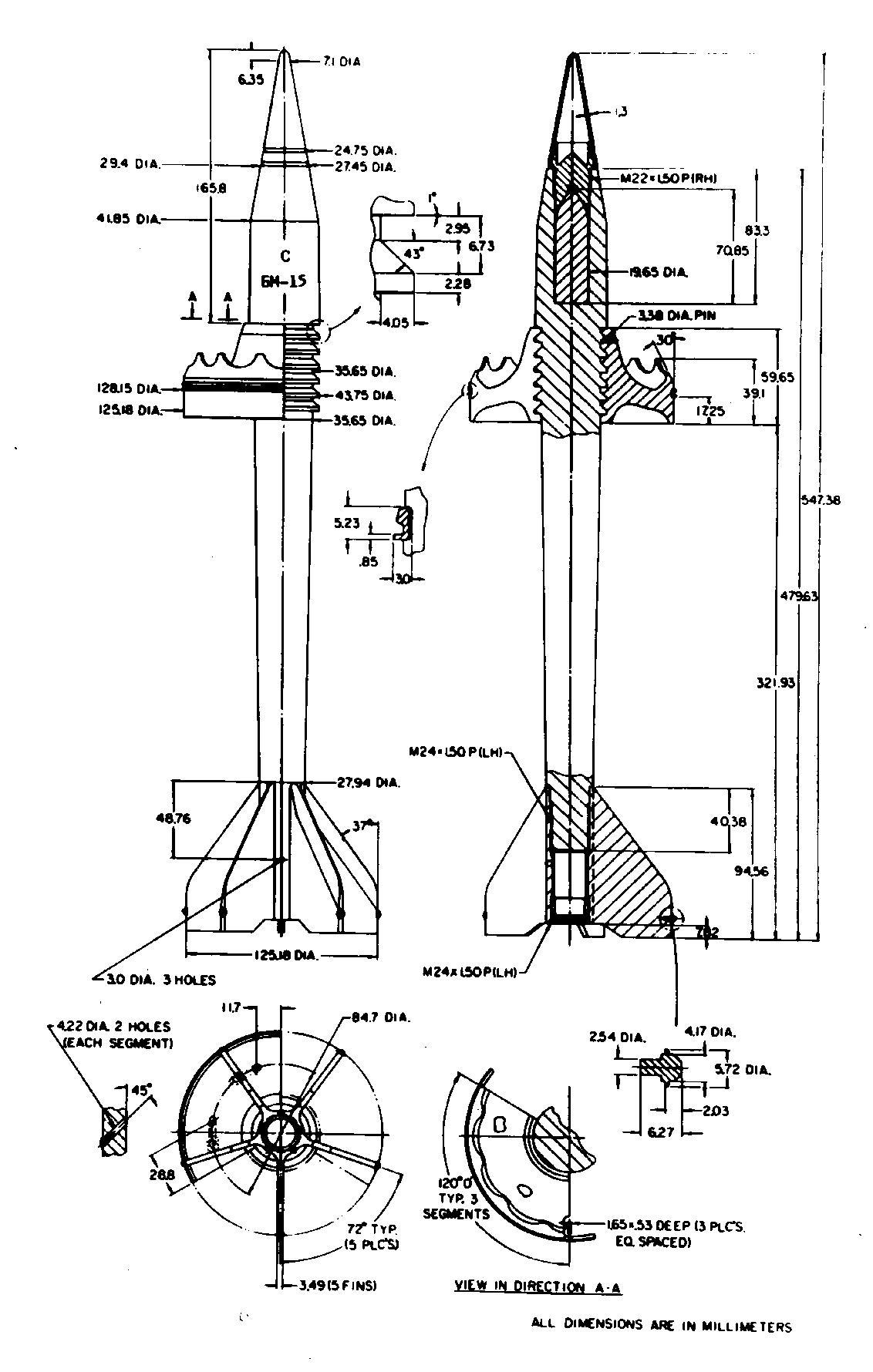
Écorché d'un obus-flèche 3BM15 de 125 mm. Entré en dotation en 1972, il est intégralement en acier maraging à l'exception de son noyau en carbure de tungstène.